# Разнодедка Маака
Разнодедка Маака (лат. Anisogomphus maacki) — вид разнокрылых стрекоз из семейства дедок (Gomphidae).

## Этимология названия
Видовое название дано в честь Ричарда Карловича Маака — русского натуралиста, исследователя Сибири и Дальнего Востока.

## Описание
Стрекоза средней величины: длина тела 47—51 мм, длина заднего крыла 28-30 мм. Окраска чёрно-жёлтая. С возрастом в окраске жёлтый цвет заменяется на зеленоватый, а затем — сизый цвет. VIII и IX сегменты брюшка расширены. У самцов ветви нижнего анального придатка широко расходятся, верхние анальные придатки же направлены между ними и являются параллельными друг другу, а на вершине вытянуты в острие. У самок генитальная пластинка является узкой, с двумя практически соприкасающимися по краям продольными валиками, без вырезки на вершине.

## Ареал
Восточноазиатский вид с основным ареалом на территории Китая, КНДР, Южной Кореи, Японии. В России встречается на Дальнем Востоке и в Забайкалье — известен из Хабаровского и Приморского краев, Читинской и Амурской области. Указание XIX века для Иркутска современными данными не подтверждено.

## Биология
Время лёта со второй половины июня до сентября. Стрекозы населяют берега крупных рек, а также основных их притоков. Самцы проявляют территориальное поведение — патрулируют индивидуальные участки, часто присаживаются на камни. Самки часто улетают кормиться в лесные биотопы, а к рекам возвращаются для спаривания и откладывания яиц. Яйца откладывают в полёте, просто сбрасывая их в воду. Личинки ведут придонный образ жизни, зарывшись в песок или ил, донные отложения. Цикл развития двухлетний, в холодных водах может удлиняться.

## Охрана
Включен в Красную книгу Амурской области. Охраняется также в Забайкальском крае. Вид страдает от загрязнения воды в местах обитания личинок. Неизвестно, каким образом отразилось на численности строительство Зейской ГЭС. Прогноз на будущее с учетом планирующегося строительства каскада ГЭС на Верхнем Амуре неблагоприятный.